# Грин, Деннис
Де́ннис А́ллан Грин (англ. Dennis Allan Green; 26 мая 1931, Сидней — 5 сентября 2018, Сидней) — австралийский гребец-байдарочник, выступал за сборную Австралии с середины 1950-х годов по начало 1970-х годов. Участник пяти летних Олимпийских игр, бронзовый призёр Олимпийских игр в Мельбурне, победитель и призёр многих регат национального значения.

## Биография
Деннис Грин родился 26 мая 1931 года в Сиднее. Увлёкшись греблей на байдарках и каноэ, проходил подготовку в одном из спортивных клубов штата Западная Австралия.
Первого серьёзного успеха на взрослом международном уровне добился в 1956 году, когда попал в основной состав австралийской национальной сборной и благодаря череде удачных выступлений удостоился права защищать честь страны на домашних летних Олимпийских играх в Мельбурне. Стартовал здесь вместе с напарником Уолтером Брауном в зачёте двухместных байдарок на дистанциях 1000 и 10000 метров: в первом случае финишировал в финале лишь седьмым, тогда как во втором случае завоевал бронзовую олимпийскую медаль, уступив на финише только экипажам Венгрии и Объединённой германской команды, которые пересекли финишную черту первыми и вторыми соответственно.
В 1960 году Грин отправился на Олимпийские игры в Рим, но повторить успех четырёхлетней давности не сумел — в двойках с Барри Стюартом на тысяче метрах добрался только до стадии полуфиналов, где финишировал шестым, в то время как в программе эстафеты одиночных байдарок 4 × 500 метров совместно со Стюартом, Филлипом Коулзом и Алланом Ливингстоуном показал в полуфинальном заезде третий результат.
Спустя ещё четыре года Деннис Грин прошёл квалификацию на Олимпийские игры в Токио, где соревновался на километровой дистанции в составе четырёхместного экипажа, куда также вошли гребцы Филлип Коулз, Барри Стюарт и Деннис Макгвайр — в итоге им не удалось отобраться на предварительном этапе, однако через утешительный заезд они всё же пробились в полуфинал, а затем и финал, тем не менее, в решающем финальном заезде заняли последнее девятое место, проиграв победившей команде СССР более семи секунд.
После третьей в своей карьере Олимпиады Грин остался в основном составе гребной команды Австралии и продолжил принимать участие в крупнейших международных регатах. В частности, в 1968 году он стал участником Олимпийских игр в Мехико — в четвёрках на тысяче метрах совместно с Филлипом Коулзом, Гордоном Джеффри и Барри Стюартом дошёл на сей раз только до стадии полуфиналов, где финишировал четвёртым.
В 1972 году в возрасте 41 года Деннис Грин прошёл отбор на пятые в своей карьере Олимпийские игры — Олимпийские игры в Мюнхене, причём на церемонии открытия как самый опытный участник олимпийской команды нёс знамя Австралии. Выступал здесь в зачёте четырёхместных байдарок на километровой дистанции с новым экипажем, куда вошли такие гребцы как Деннис Хойсснер, Гордон Джеффри и Родни Фокс — они не квалифицировались на предварительном этапе, но через утешительный заезд прошли в полуфинал, где оказались на финише пятыми. Вскоре по окончании этих соревнований Грин принял решение завершить карьеру профессионального спортсмена, уступив место в сборной молодым австралийским гребцам.